# Thiennes
Thiennes (nld. Tienen) – miejscowość i gmina we Francji, w regionie Hauts-de-France, w departamencie Nord.
Według danych na rok 1990 gminę zamieszkiwało 831 osób, a gęstość zaludnienia wynosiła 110 osób/km² (wśród 1549 gmin regionu Nord-Pas-de-Calais Thiennes plasuje się na 617. miejscu pod względem liczby ludności, natomiast pod względem powierzchni na miejscu 480.).